# Teatro dramático nacional de Leópolis
El teatro dramático nacional de Leópolis, también conocido como teatro dramático ucraniano académico Maria Zankovetska de Leópolis (en ucraniano: Національний академічний український драматичний театр імені Марії Заньковецької), es un teatro nacional ubicado en el centro de Leópolis, Ucrania.
El edificio fue construido a mediados del siglo XIX como el teatro Skarbkowski (en polaco: Teatr Skarbkowski) y hasta la Primera Guerra Mundial sirvió como escenario de teatro y sala de sesiones del consejo regional.  

## Historia
El teatro fue fundado por el conde Stanisław Marcin Skarbek(1780-1848), quien ya en 1819 había solicitado permiso a las autoridades imperiales austríacas para construirlo tras la tercera partición de Polonia. La construcción del edificio neoclásico del teatro comenzó en 1837, el proyecto fue diseñado por los arquitectos Jan Salzmann y Ludwig Pichl. El complejo se construyó en el lugar de los baluartes que rodeaban el castillo inferior de Leópolis y sus cimientos se hicieron con 16.000 troncos de roble. En 1842 era el tercer edificio más grande de Europa Central y el tercer teatro más grande de Europa (detrás de la Scala de Milán y el Opernhaus am Taschenberg de Dresde). Además del teatro en sí, el complejo también incluía apartamentos para personalidades tan famosas como Artur Grottger y Juliusz Kossak. El día de la inauguración, el 28 de marzo de 1842, se presentó una obra de Franz Grillparzer (en alemán) y al día siguiente se presentó la obra Śluby panieńskie de Aleksander Fredro (esta vez en polaco).
En 1848, a partir del 16 de abril, el Consejo Nacional Central celebró sus sesiones en el edificio del teatro, y en los años 1861-1880, la sala del teatro sirvió también como sala de reuniones de la Dieta de Galitzia y Lodomeria.
En los primeros años se presentaron obras tanto en polaco como en alemán, y esto duró hasta 1871, cuando se retiraron todas las obras alemanas y el teatro pasó a ser exclusivamente en idioma polaco. En 1872 también se presentaron óperas, lo que convirtió al Teatro Skarbek en el único escenario de ópera en Galitzia. En los últimos años del siglo XIX, el complejo se volvió insuficiente y en 1900 se amplió con un nuevo edificio: el Gran Teatro. El Teatro Skarbek se convirtió en filarmónica y luego en cine. 
A partir de 1933, el conjunto del teatro Maria Zankovetska comenzó una gira por Ucrania, que duró ocho años y visitó más de 100 ciudades. Durante la Segunda Guerra Mundial, los actores actuaron para los soldados en el frente. A partir de 1944 la compañía de teatro se instaló permanentemente en Leópolis.
Actualmente el edificio es sede del teatro dramático nacional Maria Zankovetska, que recibió este título en 2002. El 18 de mayo de 2008 tuvieron lugar en el complejo las celebraciones del 50 aniversario del Teatro Popular Polaco de Leópolis con la representación de una obra de Marian Hemar.
Tras la invasión rusa de Ucrania desde el 24 de febrero de 2022, el teatro dramático nacional de Leópolis se convirtió en centros de voluntariado y refugios de emergencia en el que se involucraron en programas de ayuda humanitaria para soldados y civiles. En ocasiones, los refugiados pasaban la noche en el escenario del teatro.La mayoría de los teatros de Kiev y prácticamente todos los teatros de Leópolis pudieron reanudar sus operaciones a finales de 2022.

## Espectáculos
Al principio se representaban alternativamente obras de teatro en alemán y polaco, así como óperas alemanas e italianas. En ocasiones el teatro también fue utilizado como cine.Desde 2009, el repertorio del teatro se ha renovado gracias a los jóvenes directores que no sólo utilizaron como base de sus representaciones dramas, novelas y poemas de fama mundial, sino que también representaron dramas modernos ucranianos.

## Estructura
El auditorio, diseñado en forma de herradura, estaba equipado con asientos para 1.460 personas. También había 54 logias y un foso de orquesta para 40 músicos. 

## Galería

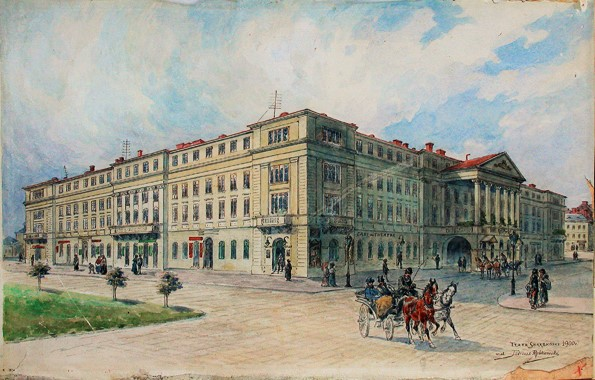
Teatro Skarbek, acuarela de T. Ribrovski (1900)
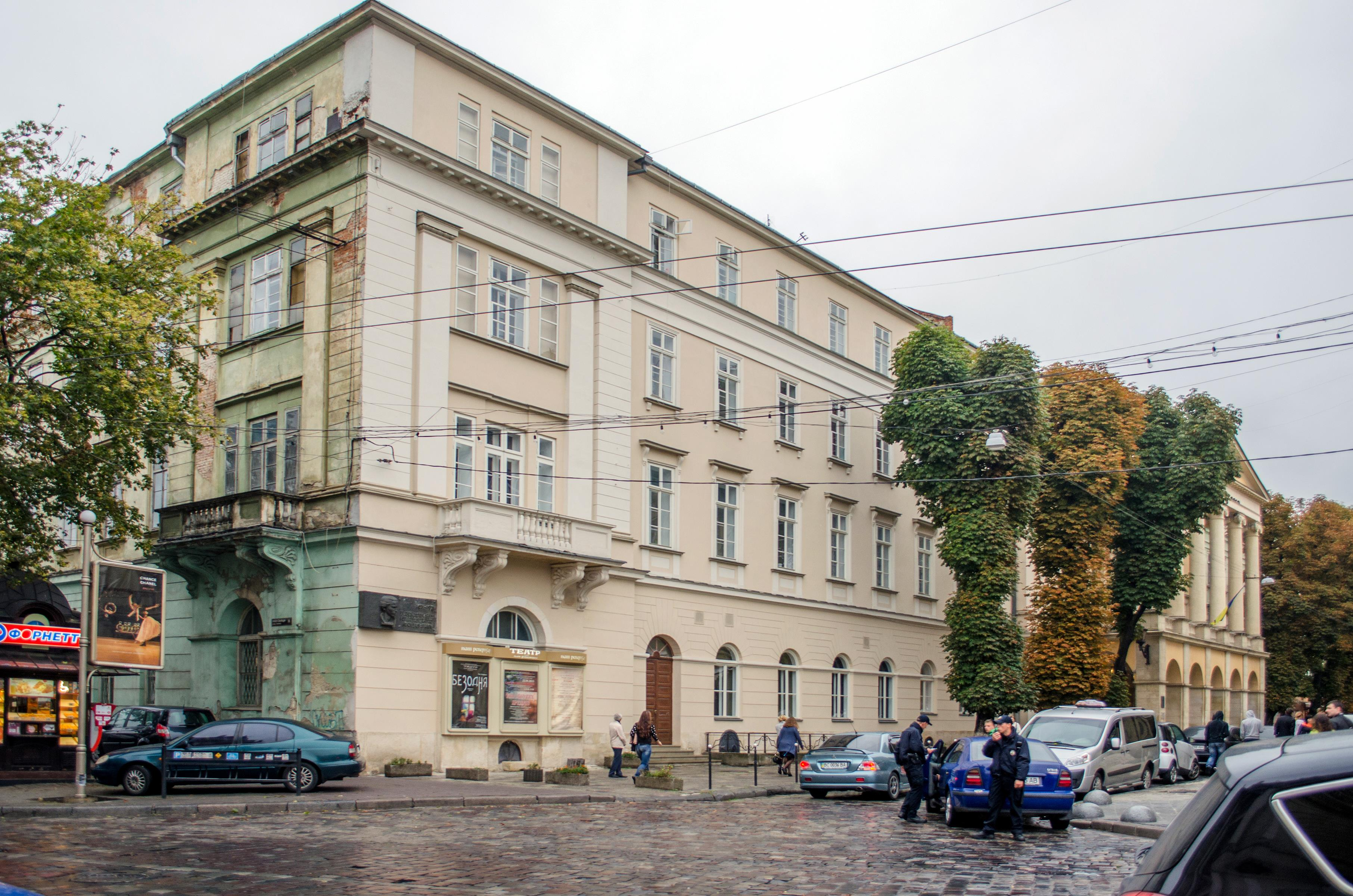
Lateral del teatro
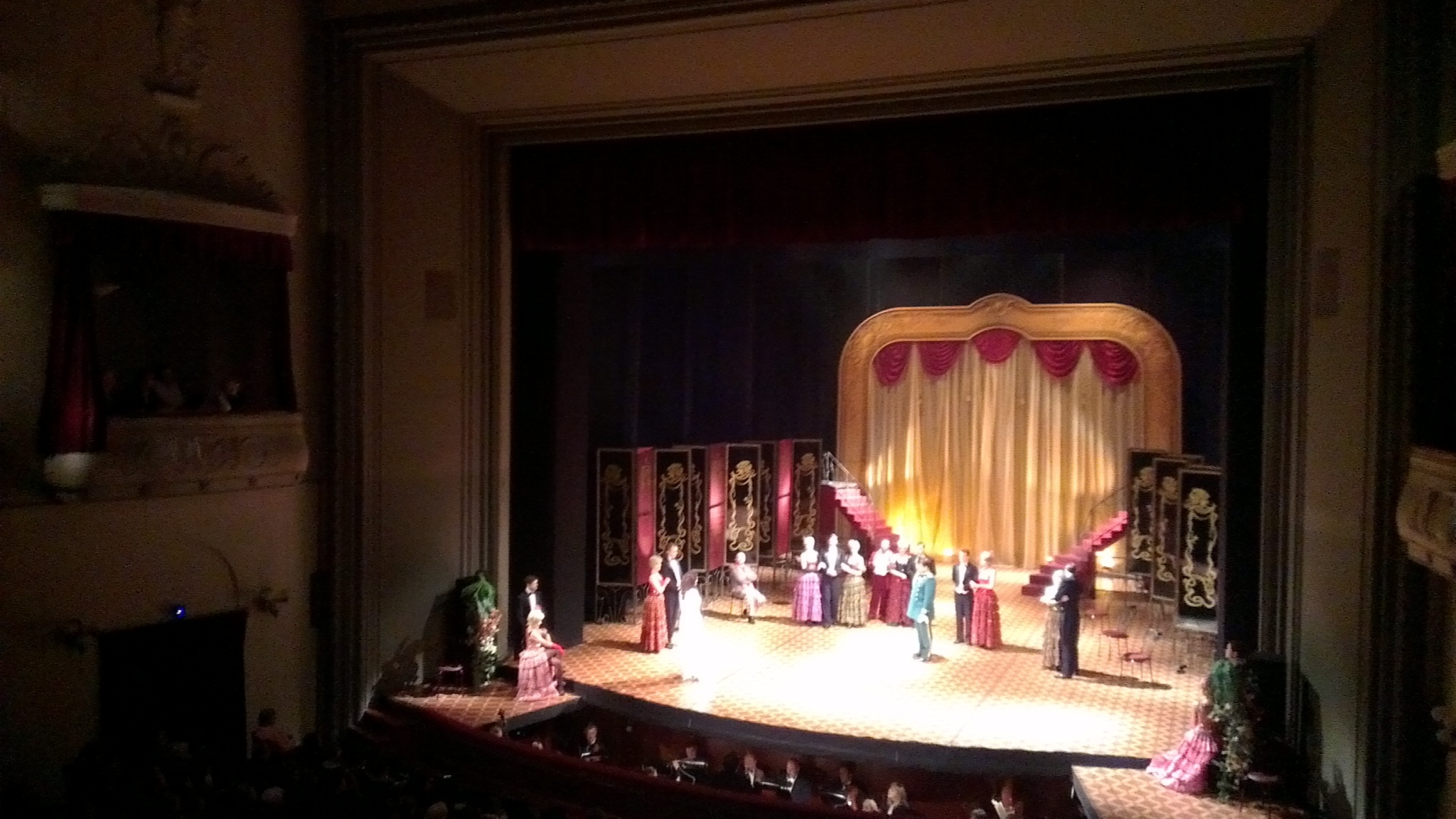
Actuación en el teatro